# Агапов, Анатолий Казимирович
Анато́лий Казими́рович Ага́пов (род. 01.06.1927, с. Лужки, Михайловский район, Рязанская область) — советский передовик производства и рационализатор. Герой Социалистического Труда (1976). Заслуженный работник промышленности Молдавской ССР (1974).
Член КПСС с 1955.
С 1945 года после окончания ремесленного училища работал токарем на Кутаисском автомобильном заводе им. Орджоникидзе в Грузинской ССР.
В 1963 году направлен на строящийся Кишинёвский тракторный завод. Там работал до 1977 года.
Достиг высоких результатов в выполнении производственных планов 8-й и 9-й пятилеток. Внёс большой вклад в создание и освоение производства виноградникового трактора Т-54В, удостоенного золотых медалей на международных выставках в Москве и Лейпциге, а также свекловодческих тракторов Т-54С, Т-70С.
Обязался выполнить личную пятилетку к юбилею республики — 12 октября 1974 г., и обязательство выполнил.
Герой Социалистического Труда (1976). Заслуженный работник промышленности Молдавской ССР (1974).
С 1977 г. председатель Молдавского республиканского комитета профсоюза работников автомобильного, тракторного и сельскохозяйственного машиностроения.
Награждён двумя орденами Ленина.